# Straßenlauf-Länderkampf der Männer 1989 Schweiz – BR Deutschland – Frankreich – Niederlande
| 11. Leichtathletik-Länderkampf mit bundesdeutscher Beteiligung 1989                 | 11. Leichtathletik-Länderkampf mit bundesdeutscher Beteiligung 1989 |
| ----------------------------------------------------------------------------------- | ------------------------------------------------------------------- |
|                                                                                     |                                                                     |
| Straßenlaufvergleich der Männer Schweiz – BR Deutschland – Frankreich – Niederlande |                                                                     |
| Austragungsort                                                                      | Grenchen                                                            |
| Wettbewerbe                                                                         | 1                                                                   |
| Datum                                                                               | 9. September                                                        |
| 1. FRA 2. FRG 3. SUI 4. NLD                                                         | 5:10:18 h 5:12:31 h 5:13:31 h 5:15:17 h                             |
| Chronik                                                                             |                                                                     |
| ← FRA-FRG-ESP U23 (F)                                                               | SUI-FRG-FRA-NLD Str'lauf (F) →                                      |

Als elfter Vergleich des Länderkampfjahres 1989 wurde am 9. September die traditionelle Begegnung der bundesdeutschen Straßenläufer mit den Niederlanden, Frankreich und der Schweiz ausgetragen. Gastgeber war diesmal  die Schweizer Stadt Grenchen im Kanton Solothurn. Begonnen hatte diese Vergleichsserie mit den drei Ländern Schweiz, Bundesrepublik Deutschland und Niederlande. Zwischenzeitlich war sie erweitert worden durch die Teilnahme weiterer Nationen, die dann wieder wegfielen. 1982 kam als Teilnehmer noch Frankreich hinzu. Insgesamt dreizehn bundesdeutsche Siege hatte es gegeben. Vier Mal hatte sich die Schweiz durchgesetzt, einen Erfolg hatten die Niederländer zu verzeichnen. Vier Mal hatten die dann nicht mehr beteiligten Italiener gewonnen. Die Begegnungen der Jahre 1985 bis 1987 hatte Frankreich für sich entschieden. 1988 hatten sich noch einmal die Niederländer durchgesetzt.
Auch die Frauen veranstalten am selben Tag und selben Ort einen Straßenlauf-Länderkampf.

## Modus
Auf dem Programm stand ein Rennen über 25 Kilometer. Jedes Land konnte mit zehn Läufern antreten, von denen die vier Besten über die Addition ihrer Zeiten gewertet wurden.
Leider finden sich keine Angaben über die komplette Ergebnisliste. Aufgeführt sind die Läufer auf den Plätzen eins bis zehn sowie die weiteren bundesdeutschen Sportler. Ein Niederländer taucht so in den Ergebnissen nicht auf, weil keiner ihrer Athleten sich unter den besten Zehn platzieren konnte.

## Ergebnis
In der Einzelwertung gab es diesmal einen Schweizer Sieg. Auf den Rängen zwei, vier, sechs und sieben folgten französische Läufer. Die beiden besten bundesdeutschen Vertreter belegten die Plätze zwei und fünf. So lag in diesem Jahr Frankreich in 5:10:18 h wieder vorn. Etwas mehr als zwei Minuten dahinter verbesserte sich die Bundesrepublik Deutschland als Zweiter gegenüber dem Vorjahr um einen Rang. Exakt eine weitere Minute zurück belegte die Schweiz Rang drei vor den im Vorjahr siegreichen Niederländern, die weitere knapp zwei Minuten Rückstand hatten.

## Resultat

### 25-km-Straßenlauf
| Platz | Athlet                 | Land | Zeit (h) |
| ----- | ---------------------- | ---- | -------- |
| 01    | Daniel Böltz           | SUI  | 1:16:46  |
| 02    | Dominique Chauvelier   | FRA  | 1:16:50  |
| 03    | Konrad Dobler          | FRG  | 1:16:53  |
| 04    | Didier Bernard         | FRA  | 1:17:25  |
| 05    | Werner Grommisch       | FRG  | 1:17:27  |
| 06    | Didier Chauvelier      | FRA  | 1:18:01  |
| 07    | Michel Constant        | FRA  | 1:18:02  |
| 08    | Peter Gschwend         | SUI  | 1:18:11  |
| 09    | Stéphane Schweickhardt | SUI  | 1:18:17  |
| 10    | Bertrand Itsweire      | FRA  | 1:18:20  |
| 000…  |                        |      |          |
| 13    | Udo Reeh               | FRG  | 1:18:52  |
| 16    | Guido Dold             | FRG  | 1:19:19  |
| 18    | Markus Keller          | FRG  | 1:20:00  |
| 21    | Thomas Ertl            | FRG  | 1:20:23  |
| 22    | Thomas Eickmann        | FRG  | 1:20:24  |
| 23    | Martin Grüning         | FRG  | 1:20:27  |
| 30    | Joachim Heim           | FRG  | 1:23:16  |
| 31    | Uwe Hartmann           | FRG  | 1:24:10  |